# 22 Pułk Piechoty (Księstwo Warszawskie)
22 Pułk Piechoty – oddział piechoty Armii Księstwa Warszawskiego.
Pułk wystawiony został w 1812, w Mińsku, sumptem pułkownika Stanisława Hutten-Czapskiego, który  13 lipca tegoż roku objął jego dowództwo.  Majorem pułku był Hilchen, a dowódcami batalionów - Mieszkowski, Łaszewski, Jezierski  i Bitner
Jednostka walczyła w okolicach Bobrujska, Klecka (w połowie października 1812) i pod Mińskiem (15 listopada 1812).
Po abdykacji Napoleona, car Aleksander I wyraził zgodę na odesłanie oddziałów polskich do kraju. Miały one stanowić bazę do tworzenia Wojska Polskiego pod dowództwem wielkiego księcia Konstantego. 13 czerwca 1814 roku pułkowi wyznaczono miejsce koncentracji w Płocku.
Pułk nie został jednak odtworzony, bowiem etat armii Królestwa Polskiego przewidywał tylko 12 pułków piechoty. Nowe pułki piechoty sformowano dopiero po wybuchu powstania listopadowego. Rozkaz dyktatora gen. Józefa Chłopickiego z 10 stycznia 1831 roku nakładał obowiązek ich organizowania na władze wojewódzkie. W województwie podlaskim utworzono 2 Pułk Województwa Podlaskiego przemianowany później na 22 pułk piechoty liniowej